# Sharlene Cartwright-Robinson

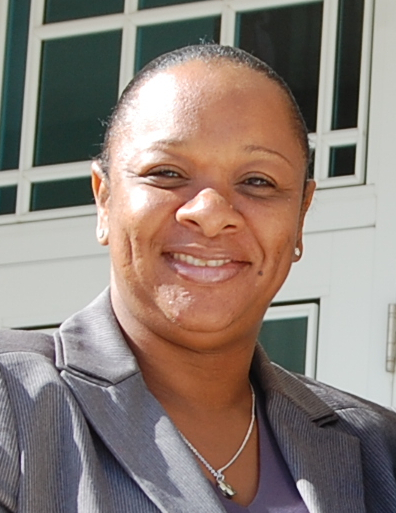
Sharlene Cartwright-Robinson (2012)

Sharlene Linette Cartwright-Robinson (* 1971 auf den Bahamas) ist eine Politikerin der People’s Democratic Movement (PDM) der Turks- und Caicosinseln, die unter anderem von 2016 bis 2021 Premierministerin der Turks- und Caicosinseln war.

## Leben
Sharlene Cartwright-Robinson wurde als Tochter von aus den Turks- und Caicosinseln stammenden Gastarbeitern auf den Bahamas geboren und zog 1977 als Sechsjährige mit ihren Eltern auf die Turks- und Caicosinseln. Dort besuchte sie die Pierson High School, aus der die heutige Marjorie Basden High School hervorging. Nachdem sie die Schule mit Auszeichnung und der Verleihung des Governor’s Cup 1988 abgeschlossen hatte, begann sie später ein Studium der Rechtswissenschaften an der University of the West Indies (UWI), wo sie den Cave Hill Campus und die Norman Manley-Law School besuchte. Nach Abschluss des Studiums war sie als Rechtsanwältin tätig und wurde später zum Mitglied des Legislativrates (Legislative Council) ernannt, in dem sie Vorsitzende verschiedener Ausschüsse war.
2003 bewarb sich Sharlene Cartwright-Robinson für die People’s Democratic Movement (PDM) für ein Mandat im Parlament (House of Assembly), erlitt jedoch eine Niederlage. Sie engagiert sich ferner bei den Baptisten und ist seit 2006 Jugenddirektorin der Baptistenunion der Inseln. Nachdem die Selbstverwaltung des in der Karibik liegenden britischen Überseegebiets am 14. August 2009 aufgehoben wurde, wurde sie Mitglied des Konsultativforums (Consultative Forum). Von dieser Funktion wurde sie im Mai 2012 entbunden, nachdem der damalige Gouverneur Ric Todd erklärt hatte, dass Personen, die eine Kandidatur für die für November 2012 vorgesehenen Wahlen beabsichtigten, weder Mitglied des Kommissarischen Regierungsrates (Interim Advisory Council) noch des Konsultativforums sein dürften. Im Juli 2012 wurde sie als erste Frau stellvertretende Vorsitzende des People’s Democratic Movement und damit Stellvertreterin des PDM-Führers Oswald Skippings. Bei den Wahlen im November 2012 bewarb sie sich als eine von elf Bewerbern für den fünf Sitze umfassenden Wahlkreis All Island District und wurde erstmals zum Mitglied des House of Assembly gewählt. Zugleich löste sie Skippings als Parteiführerin ab und war als solche zugleich als erste Frau Oppositionsführerin im Parlament, in dem die PDM über sieben der 15 Sitze verfügte. 2012 wurde sie zudem Präsidentin der Jugendabteilung der Karibischen Baptistengemeinschaft CBF (Caribbean Baptist Fellowship) und ist als solche kraft Amtes auch Mitglied des Exekutivgremiums der CBF sowie Vizepräsident des Jugendausschusses des Baptistischen Weltbundes (Baptist World Alliance). Des Weiteren engagiert sie sich als Mitglied im Kiwanis-Service-Club.
Bei den Wahlen vom 15. Dezember 2016 gewann die PDM mit 47,3 Prozent der Stimmen zehn der 15 Sitze im House of Assembly, woraufhin Sharlene Cartwright-Robinson am 19. Dezember 2016 als Nachfolgerin von Rufus Ewing von der Progressive National Party (PNP) als erste Frau zur Premierministerin der Turks- und Caicosinseln vereidigt wurde. Die bislang regierende PNP erhielt mit 35,4 Prozent der Stimmen nur noch fünf Sitze. In ihrem Kabinett übernahm sie zugleich das Amt der Finanzministerin, während Vaden D. Williams Innenminister wurde. 2017 fungiert sie des Weiteren als Vorsitzende der am 17. November 2000 gegründeten Vereinigung von Überseeländern und Territorien OCTA (Overseas Countries and Territories Association).
Cartwright-Robinson ist mit Lorne Robinson verheiratet und Mutter zweier Kinder.